# Jill Savitt
Jill Savitt (* 20. Jahrhundert) ist eine US-amerikanische Filmeditorin.
Jill Savitt ist seit Anfang der 1980er Jahre als Editorin tätig, dabei die ersten Jahre noch als Schnitt-Assistentin. Sie arbeitete für Regisseure wie David Koepp, Scott Frank und Guy Ferland. 2007 wurde sie für den Satellite Award für den besten Schnitt bei Die Regeln der Gewalt nominiert.
2018 wurde Savitt in die Academy of Motion Picture Arts and Sciences berufen, die jährlich die Oscars vergibt.

## Filmografie (Auswahl)
- 1992: Buffy – Der Vampir-Killer (Buffy the Vampire Slayer)
- 1993: Ein schräger Vogel (Frauds)
- 1994: China Moon
- 1994: Nightmare Lover (Dream Lover)
- 1994: Mac Millionär – Zu clever für ’nen Blanko-Scheck (Blank Check)
- 1996: Der große Stromausfall – Eine Stadt im Ausnahmezustand (The Trigger Effect)
- 1997: American Dreamer – Charmante Lügner (Telling Lies in America)
- 1999: Echoes – Stimmen aus der Zwischenwelt (Stir of Echoes)
- 2000–2006: Gilmore Girls (Fernsehserie, 68 Folgen)
- 2002: Bang, Bang, Du bist tot (Bang, Bang, You´re Dead)
- 2004: Das geheime Fenster (Secret Window)
- 2007: Die Regeln der Gewalt (The Lookout)
- 2008: Flash of Genius
- 2012: Premium Rush
- 2014: Ruhet in Frieden – A Walk Among the Tombstones (A Walk Among the Tombstones)
- 2015: Mortdecai – Der Teilzeitgauner (Mortdecai)